# R21公路 (俄羅斯)
R21公路，原編號M18，又稱科拉公路（Кола）是俄羅斯的一條幹線公路，連接摩爾曼斯克州鮑里索格列布斯基（俄挪边境）和聖彼得堡，全長1,592公里。也是歐洲E105公路的一部分。

## 沿途主要城市
- 圣彼得堡
- 彼得羅扎沃茨克
- 摩尔曼斯克
- 佩琴加